# Stadionul Olimpic „Nilton Santos”
Stadionul Olimpic „João Havelange” (în portugheză Estádio Olímpico João Havelange), și cunoscut ca Stadionul „Nilton Santos” și poreclit Engenhão, este un stadion multifuncțional situat în cartierul Maracanã din Rio de Janeiro. Găzduiește echipa de fotbal Botofago FR. El este deținut de Guvernul statului Rio de Janeiro și este denumit după João Havelange, președintele al FIFA din 1974 până în 1998.
Stadionul a fost construit cu o capacitate de 40.000 de locuri pentru Jocurile Panamericane din 2007. A fost proiectat de arhitecții Carlos Porto, Gilson Santos, Geraldo Lopes și José R. Ferreira Gomes. Lucrările de construcție au început în 2003 și stadionul a fost inaugurat oficial pe 30 iunie 2007 printr-un meciu dintre Botafogo și Fluminense FC. În martie 2013 a fost închis după ce s-a descoperit că acoperișul s-ar putea prăbuși la vânturi puternice. A fost deschis din nou în 2015.
Sub numele „Stadionul Olimpic”, va găzdui două probe ale Jocurilor Olimpice de vară din 2016: atletism și fotbal. Cu această ocazie capacitatea a fost mărită la 60.000 de locuri.